# Државни удар у Турској 1960.
Пуч 27. маја (тур. 27 Mayıs Darbesi) је државни удар који је 27. маја 1960. у Турској група високих војних официра са власти свргнула владу премијера Аднана Мендереса и успоставила војну диктатуру која ће потрајати неколико година. Пуч 27. маја је био први државни удар у историји модерне Турске и први државни удар у земљи-чланици НАТО пакта.
До пуча је дошло у време политичке и економске кризе која је погодила Турску, недуго након што су САД, са којима је Турска као чланица НАТО-а и Западног блока била у савезу, почеле да обустављају финанцијску помоћ преко Маршаловог плана. Мендерес је на власт дошао десет година раније, након што је његова либерално-популистичка Демократска странка (ДП) на изборима сменила кемалистичку Републиканску народну странку (ЦХП) која је била владала Турском од успостављања Републике. Иако је Мендерес увео Турску у НАТО 1952. године и испочетка уживао широку подршку у народу, његова економска политика је имала лоше резултате, а са чега је Мендересова влада настојала да скрене пажњу инзистирањем на безбедносним проблемима и међународним односима, пре свега кроз спор са Грчком (такође чланицом НАТО) око Кипра.
До самог пуча је дошло недуго након што је Мендерес најавио посету Совјетском Савезу, а што се тумачи покушајем рапрочмента са северним суседом и комунистичким предводником Источног блока, односно настојањем да се од хладноратовског супарника заузврат исходе економске повластице. Истовремено су забележени насилни инциденти између присташа ДП и ЦХП, а 27. априла 1960. је турски парламент, у коме је ДП имала већину, основао посебни истражни комитет са правом да хапси и прогања чланове опозиције.
До пуча је дошло 27. маја према плану кога је био израдио пуковник Алпарслан Тиркеш, познат по својим радикално десним ставовима, али и изузетној блискости са америчком владом и ЦИА-ом, која га је била обучила за антисовјетске позадинске операције у оквиру програма који је касније постао познат као Контргерила. Војска је пуч извела брзо и без насиља, а промена власти је обзнањена преко прогласа који је пуковник Тиркеш био прочитао преко радија. У њему је властодршце оптужио за корупцију и велеиздају, али чврсто поновио да Турска остаје чланица НАТО-пакта. Генерал Џемал Гурсел, који је заповедао копненом војском, испочетка није учествовао у пучу, али му се убрзо придружио, те је именован председником Комитета националног јединства кога су чинили најистакнутији војни официри и који је преузео власт као привремена влада, односно војна хунта.
Пучисти су потом спровели масовну чистку у редовима војске, државне управе, али и образовних институција, тако да је смењено или у превремену пензију натерано 235 генерала и 3000 официра, односно 500 судаца и јавних тужилаца, те 1400 универзитетских професора. Свргнути председник Целал Бајар, Мендерес и низ највиших државних функционера су ухапшени; у притвору је бивши министар унутрашњих послова Намик Гедик извршио самоубиство. Потом су ухапшени доведени пред специјални војни суд на отоку Јасијада који их је осудио због велеиздаје и корупције. 15. септембра 1961. су Мендерес, министар вањских послова Фатин Ришти Зорлу и министар финанција Хасан Полаткан погубљени.
Убрзо је почело разилажење међу пучистима, пре свега везано око тога колико дуго би требали да буду на власти. Тиркеш, који је инсистирао на томе да Комитет остане дуже време и својим ауторитетом намеће економске и политичке реформе, је 13. септембра из њега избачен, након што је превагу однио Гурсел, који се залагао за што бржи повратак цивилне демократске власти. 15. октобра су одржани парламентарни избори те је изабран парламент у коме су заједно седили чланови ЦХП те новоосноване Странке правде под водством Сулејмана Демирела коју су водили.
Гурсел је изабран за новог председника. Цивилна власт се одржала у Турској до 1980. године, када је изведен још један државни удар.